# 麻薬取締部
麻薬取締部（まやくとりしまりぶ／英：Narcotics Control Department）は、厚生労働省の地方支分部局である地方厚生局（地方厚生支局を含む）に設置されている部署である。主に麻薬捜査を専門に行っている。分室や麻薬取締支所といった形で設置もされている。麻薬取締官（いわゆる麻薬Gメン、マトリ）が所属する。2001年の中央省庁再編の際に従前の地区麻薬取締官事務所が地方医務局と統合し、地方厚生局の下の組織として発足した。
医薬・生活衛生局監視指導・麻薬対策課が統括している。

## 所在地
- 北海道地方（北海道） 
  - 北海道厚生局麻薬取締部
    - 〒060-0808
    - 北海道札幌市北区北8条西2丁目1-1 札幌第一合同庁舎

- 東北地方（青森県、岩手県、宮城県、秋田県、山形県、福島県）
  - 東北厚生局麻薬取締部
    - 〒980-0014
    - 宮城県仙台市青葉区本町3-2-23 仙台第二合同庁舎

- 関東信越地方（茨城県、栃木県、群馬県、埼玉県、千葉県、東京都、神奈川県、新潟県、山梨県、長野県）
  - 関東信越厚生局 麻薬取締部
    - 〒102-8309
    - 東京都千代田区九段南1-2-1 九段第三合同庁舎

  - 関東信越厚生局 麻薬取締部 横浜分室
    - 〒231-0003
    - 神奈川県横浜市中区北仲通5-57 横浜第二合同庁舎

- 東海北陸地方（富山県、石川県、岐阜県、静岡県、愛知県、三重県）
  - 東海北陸厚生局 麻薬取締部
    - 〒460-0001
    - 愛知県名古屋市中区三の丸2-5-1 名古屋合同庁舎第2号館

- 近畿地方（福井県、滋賀県、京都府、大阪府、兵庫県、奈良県、和歌山県）
  - 近畿厚生局 麻薬取締部
    - 〒540-0008
    - 大阪府大阪市中央区大手前4-1-76 大阪合同庁舎第4号館

  - 近畿厚生局 麻薬取締部 神戸分室
    - 〒650-0024
    - 兵庫県神戸市中央区海岸通29 神戸地方合同庁舎

- 中国地方（鳥取県、島根県、岡山県、広島県、山口県）
  - 中国四国厚生局 麻薬取締部
    - 〒730-0012
    - 広島県広島市中区上八丁堀6-30 広島合同庁舎第4号館

- 四国地方（香川県、徳島県、高知県、愛媛県）
  - 四国厚生支局 麻薬取締部
    - 〒760-0019
    - 香川県高松市サンポート3番33号 高松サンポート合同庁舎

- 九州地方（福岡県、佐賀県、長崎県、熊本県、大分県、宮崎県、鹿児島県、沖縄県）
  - 九州厚生局 麻薬取締部
    - 〒812-0013
    - 福岡県福岡市博多区博多駅東2-10-7 福岡第二合同庁舎

  - 九州厚生局 麻薬取締部 小倉分室
    - 〒803-0813
    - 福岡県北九州市小倉北区城内5-3 小倉合同庁舎

  - 九州厚生局 沖縄麻薬取締支所
    - 〒900-0022
    - 沖縄県那覇市樋川1-15-15 那覇第一地方合同庁舎